# Charles Bordes
Charles Bordes (La Roche-Corbon (Indre-et-Loire) 12 de mayo de 1863 — Toulon, 8 de noviembre de 1909) fue un profesor y un compositor francés.

## Biografía
Alumno de Antoine François Marmontel de piano y de César Franck de composición. Fue organista y maestro de capilla en Nogent-sur-Marne (1887-1890). En 1890 fue maestro de capilla en la Église Saint-Gervais-Saint-Protais de Paris donde creó la coral des chanteurs de Saint-Gervais y organizó Les semaines saintes de Saint-Gervais (1892), durante las que la misa era acompañada por música italiana o francesa del Renacimiento.
En 1897 publicó Archives de la tradition basque, una investigación etnomusicológica encargada por el Ministerio de Educación Pública.
El 15 de octubre de 1896 se inauguró la Schola Cantorum de París, una sociedad de música sacra que fundó con Vincent d'Indy y Alexandre Guilmant. En ella se redescube el canto llano, Palestrina, Josquin Des Pres, Victoria, etc.
Funda también la Schola Cantorum en Aviñón (1899) y en Montpellier (1905).

## Obras
- Madrigal a la música
- Faux bourdons, a 3 voces
- 10 cantos populares vascos.
- 100 canciones populares vascas.
- Beata viscera, antífona para dos voces con acompañamiento.
- Melodías para canto y piano. Sobre poemas de Paul Verlaine, Victor Hugo, Leon Valade, Maurice Bouchor, Aimé Maudit, y François Coppée.
- Suite Vasca op.6
- Tres danza bearnesas, op.11
- Obertura para el drama vasco Errege Jan.
- Pastoral para orquesta.
- Pie Jesu, op.10
- Bailemos la giga, sobre un poema de Paul Verlaine.
- El drama lírico Les trois vagues.
- Letanías a la Santísima Virgen, para dos voces femeninas y coro, op.17
- 4 fantasías rítmicas para piano, op. 16
- Capricho para piano.
- Euskal Herria, música de fiesta para acompañar un partido de pelota en el País Vasco.
- El Motete Tantum ergo, op.18.
- 12 villancicos populares vascos.
- Himno mariano en honor de la Virgen
- Euskal Noelen / Lilia.
- Kantika espiritualak  (Bordes, éditeur)
- Cántico de penitencia, letra de Le Dorz
- Cántico a los santos, letra de H. Hello
- Ave Maria, motete, 4 voces
- 4 Antífonas a la Santa Virgen para dos voces ( Alma Redemptoris Mater, Ave Regina Caelorum, Regina Coeli, ySalve Regina)
- Versos para las segundas vísperas de varios mártires.
- Fili quid fecisti, diálogo espiritual, para 4 voces.
- Verbum caro factum est, para 4 voces masculinas.
- Domine, puer meus jacet, diálogo espiritual,
- Saludo al santo sacramento, para 3 voces.
- Divertimento sobre un tema bearnés, para dos pianos.
- 11 canciones del Languedoc.
- 10 danzas, marchas y cortejos populares del País Vasco español.
- Nunc dimittis, paráfrasis del Cántico de Simeón, con letra H. Hello, para voz solista y órgano.
- 12 canciones de amor del País Vasco francés.
- Virgen lorenesa, cántico a Juana de Arco, con letra de Virolet
- Divertimento para trompeta y orquesta.